# Gnidosz dwubarwny
Gnidosz dwubarwny (Pedicularis oederi Vahl.) – gatunek rośliny należący do rodziny zarazowatych. Łacińska nazwa gnidosz pochodzi od słowa pedis, czyli wesz. Dawniej za pomocą odwaru z gnidosza tępiono bowiem wszy. Łacińską nazwę gatunkową oederi nadano dla uczczenia niemieckiego botanika Oedera. Polska nazwa gatunkowa pochodzi od dwubarwnych kwiatów.

## Rozmieszczenie geograficzne
Występuje w Azji, Ameryce Północnej (na Alasce) i w Europie; w Alpach, górach Półwyspu Bałkańskiego i w Karpatach. W Polsce wyłącznie w Tatrach (roślina tatrzańska), wszystkie jej stanowiska znajdują się na obszarze Tatrzańskiego Parku Narodowego). Jest tu rośliną średnio pospolitą, miejscami pospolitą. Status gatunku we florze Polski: gatunek rodzimy.

## Morfologia

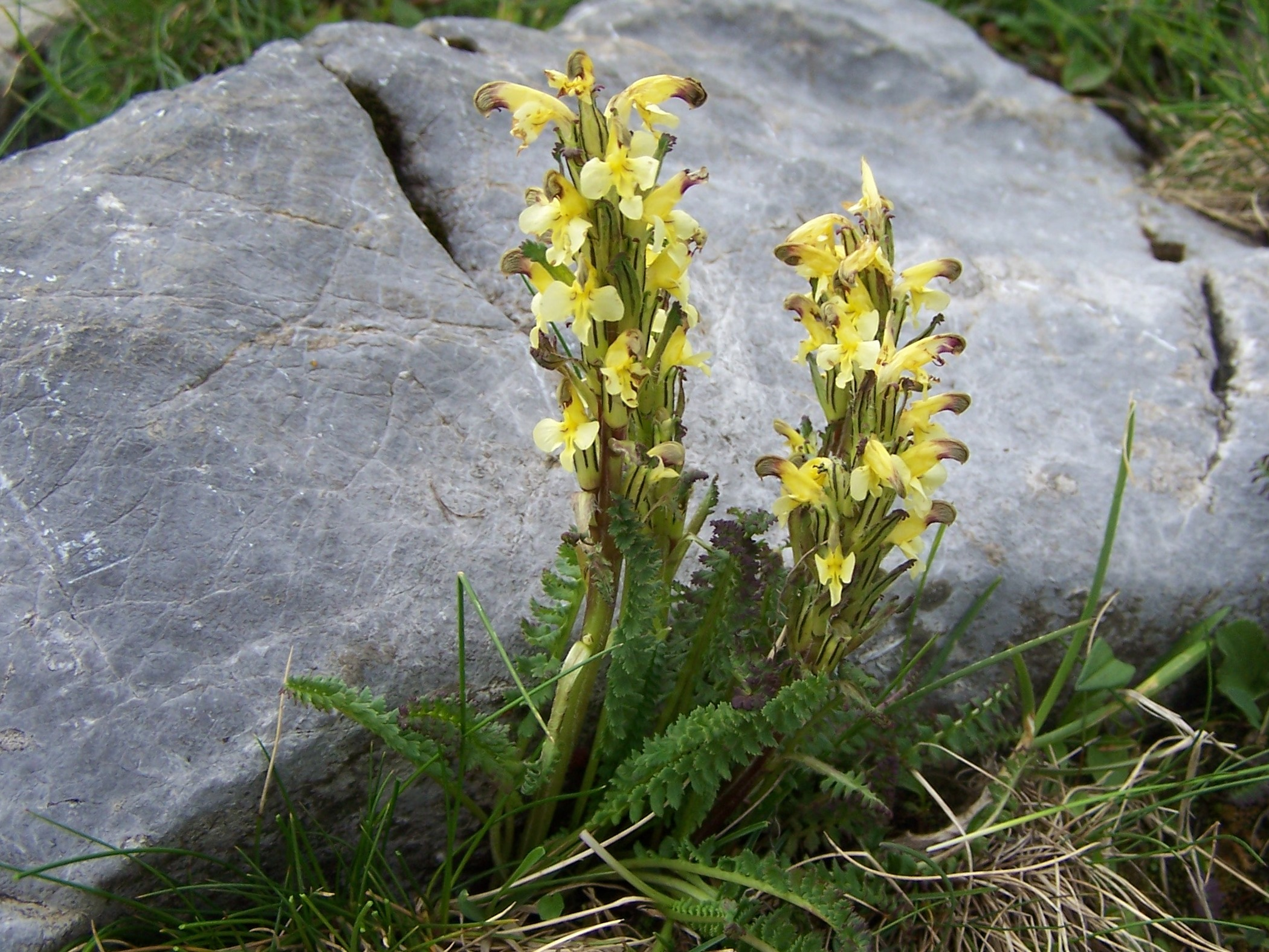
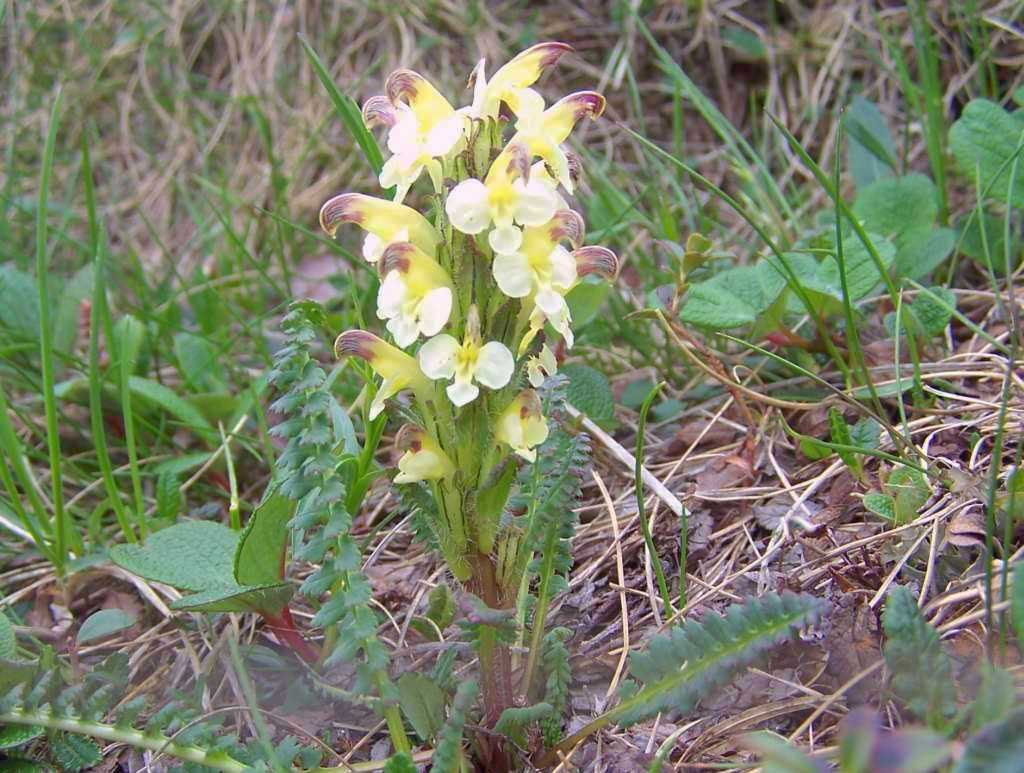
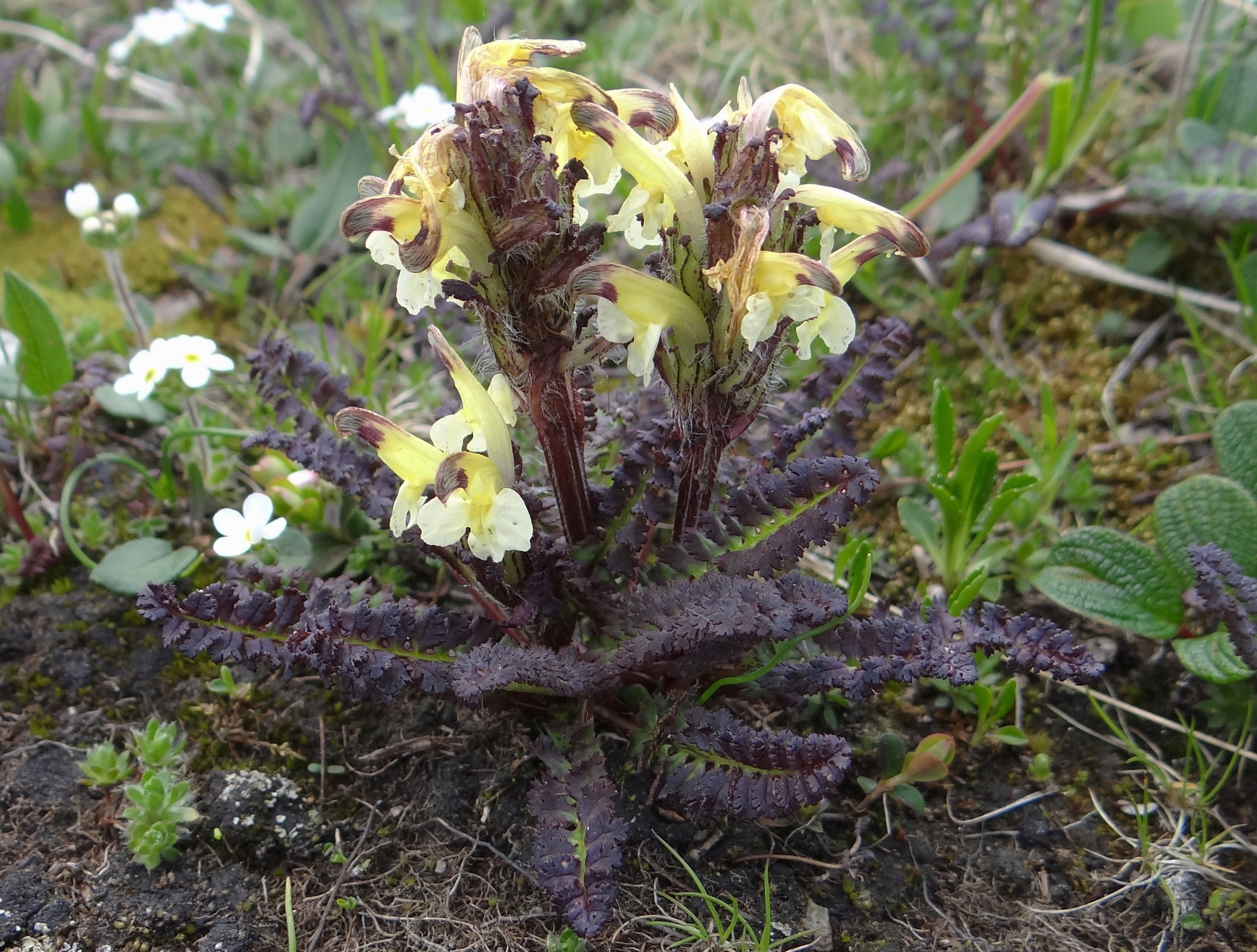

ŁodygaProsta i nie rozgałęziająca się, wzniesiona. Osiąga wysokość 5–20 cm. Ma zgrubiałą i otoczoną kilkoma łuskami nasadę. Jest słabo ulistniona, w dolnej części naga, górą rzadko owłosiona.
LiścieO sinawozielonym kolorze i lancetowatym kształcie, pierzastosieczne lub pierzastodzielne. Ich odcinki są podwójnie karbowane i mają tępe wierzchołki.
KwiatyZebrane w szczytowy, gęsty kłos. Kwiaty grzbieciste, wyrastające w kątach przysadek. Dwuwargowy kielich ma 5 nierównych, odgiętych na szczycie ząbków i nie jest rozcięty. Korona ma długość 12–20 mm, dolna warga jest 3-łatkowa, górna dwułatkowa i tworzy dzióbek. Kwiaty są dwubarwne – jasnożółte z czerwoną plamą na górnej wardze. Dolna warga ma orzęsione brzegi i jest podobnej długości, co górna. Pręciki 4, dwusilne.
OwocZawierająca jasnobrunatne nasiona torebka o długości ok. 1,5 cm zakończona dzióbkiem.

## Biologia i ekologia
RozwójBylina. Kwitnie od czerwca do sierpnia, jest owadopylna. Jest półpasożytem, pasożytującym na korzeniach roślin.
SiedliskoPorasta murawy, wilgotne upłazy, szczeliny skalne. Rośnie na podłożu wapiennym od regla dolnego aż po piętro turniowe, głównie jednak w piętrze subalpejskim i alpejskim.
FitosocjologiaW klasyfikacji zbiorowisk roślinnych gatunek charakterystyczny dla związku zespołów (All.) Seslerion tatrae.

## Zagrożenia i ochrona
Tak jak pozostałe rodzime gatunki gnidosza roślina objęta jest w Polsce ścisłą ochroną (od 2004 r.). Nie jest zagrożony.